# Johannesburg Indoor 1972
Il Johannesburg Indoor 1972 è stato un torneo di tennis giocato sul cemento. È stata la 1ª edizione del torneo, che fa parte del Commercial Union Assurance Grand Prix 1972. Si è giocato a Johannesburg in Sudafrica dall'8 al 14 dicembre 1972.

## Campioni

### Singolare maschile
John Newcombe ha battuto in finale  John Alexander con il punteggio di 6–2 7–6

### Doppio maschile
John Newcombe /  Fred Stolle hanno battuto in finale  Terry Addison /  Bob Carmichael con il punteggio di 6–3, 6–4